# Гуцзяо
Гуцзя́о (кит. упр. 古交, пиньинь Gǔjiāo) — городской уезд городского округа Тайюань провинции Шаньси (КНР). Название в переводе означает «древний Цзяо» и связано с тем, что более 1200 лет в этих местах существовал уезд Цзяочэн.

## История
При империи Суй в 596 году был создан уезд Цзяочэн (交城县). В 713 году северная часть уезда Цзяочэн была выделена в отдельный уезд Лучуань (卢川县), но в 714 году уезд Лучуань был вновь присоединён к уезду Цзяочэн.
После того, как в ноябре 1937 года Тайюань был занят японцами, эти места стали зоной боевых действий коммунистической 8-й армии.
В 1949 году был образован Специальный район Фэньян (汾阳专区), и уезд Цзяочэн вошёл в его состав. В 1951 году Специальный район Фэньян был расформирован, и уезд перешёл в состав Специального района Юйцы (榆次专区).
В августе 1958 года на основе 7 волостей уезда Янцюй и двух волостей уезда Цзяочэн был создан Горнодобывающе-промышленный район Хэкоу (河口工矿区) Тайюаня. В ноябре 1958 года к нему было присоединено ещё 8 волостей уезда Цзяочэн, и он был переименован в Горнодобывающе-промышленный район Гуцзяо (古交工矿区) Тайюаня. В августе 1971 году к горнодобывающе-промышленному району были присоединены ещё две коммуны уезда Лоуфань.
В 1988 году постановлением Госсовета КНР район был преобразован в городской уезд.

## Административное деление
Городской уезд Гуцзяо делится на 4 уличных комитета, 3 посёлка и 7 волостей.